# Lech Antonowicz
Lech Antonowicz (ur. 17 sierpnia 1928 w Potoczanach) – polski prawnik, profesor nauk prawnych, specjalista z zakresu prawa międzynarodowego publicznego, wieloletni nauczyciel akademicki Uniwersytetu Marii Curie-Skłodowskiej w Lublinie i Katolickiego Uniwersytetu Lubelskiego Jana Pawła II.

## Życiorys
W 1947 został abiturientem Liceum Ogólnokształcącego w Krynicy-Zdroju, po czym udał się na studia do Warszawy. W latach 1947–1951 studiował na Wydziale Dyplomatyczno-Konsularnym w Akademii Nauk Politycznych. Na tejże uczelni w 1955 otrzymał stopień doktora nauk prawnych, zaś w 1963 uzyskał habilitację w Instytucie Nauk Prawnych Polskiej Akademii Nauk. W 1976 uzyskał tytuł profesora nadzwyczajnego, a 10 lipca 1990 tytuł profesora zwyczajnego. Jego zainteresowania naukowe, dotyczą głównie zagadnienia państwa jako podmiotu prawa międzynarodowego. 
W 2011 został uczczony w KUL publikacją: Ius et mundus. Księga pamiątkowa dedykowana Profesorowi Lechowi Antonowiczowi, red. Tadeusz Guz, Ryszard Mazurkiewicz, Maria R. Pałubska, Wydawnictwo KUL, Lublin 2011 ISBN 978-83-7702-306-8, ss. 522.

## Pełnione funkcje
- Zastępca szefa Polskiej Misji do Komisji Nadzorczej Państw Neutralnych w Korei
- Doradca delegacji polskiej na sesje Zgromadzenia Ogólnego ONZ
- Pracownik naukowy UMCS (od 1960)
- Kierownik Katedry Prawa Międzynarodowego UMCS (1965–1998)
- Dyrektor Instytutu Administracji i Prawa Publicznego (1981–1984)
- Członek Komitetu Nauk Prawnych PAN (1981–1983 i 1991–1993)
- Dziekan Wydziału Prawa i Administracji UMCS (1984–1990)
- Kurator Katedry Prawa Międzynarodowego UMCS (1998–2006)
- Pracownik naukowy Katolickiego Uniwersytetu Lubelskiego (od 2000)
- Kierownik Katedry Prawa Międzynarodowego Publicznego Wydziału Zamiejscowego Nauk Prawnych i Ekonomicznych KUL w Tomaszowie Lubelskim (do 2010)

## Wybrane publikacje

### Książki
- Likwidacja kolonializmu ze stanowiska prawa międzynarodowego, Warszawa 1964
- Pojęcie państwa w prawie międzynarodowym, Warszawa 1974
- Państwa i terytoria. Studium prawnomiędzynarodowe, Warszawa 1988
- Podręcznik prawa międzynarodowego, Warszawa 1998 (i kolejne wydania)

### Artykuły
- Tożsamość państwa polskiego w prawie międzynarodowym, „Państwo i Prawo” 1993/10
- Narodziny drugiej Rzeczypospolitej ze stanowiska prawa międzynarodowego, „Przegląd Sejmowy” 1998
- Rozpad ZSRR ze stanowiska prawa międzynarodowego, „Państwo i Prawo” 1992/9
- Ochrona godności człowieka w prawie międzynarodowym, „Annales Universitatis Mariae Curie-Skłodowska”, 1990
- Kompetencje Prezydenta Rzeczpospolitej Polskiej w zakresie umów międzynarodowych, „Annales Universitatis Mariae Curie-Skłodowska” 1994
- Samostanowienie narodów jako zasada prawa międzynarodowego, „Annales Universitatis Mariae Curie-Skłodowska” 1996
- Projekt Konstytucji Rzeczpospolitej Polskiej ze stanowiska prawa międzynarodowego, „Annales Universitatis Mariae Curie-Skłodowska” 1997
- Zagadnienia podmiotowości prawa międzynarodowego, „Annales Universitatis Mariae Curie-Skłodowska” 1998
- Status prawnomiędzynarodowy Rzeczpospolitej Ludowej, „Annales Universitatis Mariae Curie-Skłodowska” 2000